# Gladbach (Langenfeld)
Gladbach (mit Hardt) ist ein Ortsteil von Immigrath und Immigrath ein Stadtteil der Stadt Langenfeld (Rheinland).

## Geografie

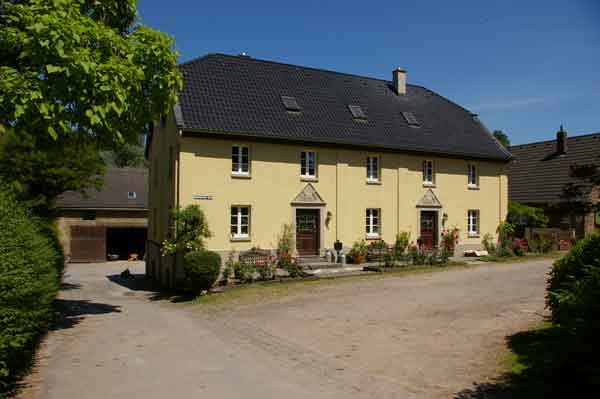
Baudenkmal Gladbacher Hof, Immigrath-Gladbach

Gladbach liegt östlich der Bahnstrecke Mülheim-Speldorf–Troisdorf der ehemaligen Rheinische Eisenbahngesellschaft, einer Strecke, auf der heute zum einen Güterzüge, zum anderen leere Intercityzüge zwischen Ausbesserungswerk in Dortmund und Köln verkehren. Im Norden liegt der einst wichtige Fernhandelsweg, die einstige Provinzialstraße Elberfeld–Hitdorf, die den Hitdorfer Rheinhafen mit dem Bergischen Land verband. Heute ist diese nördlich Gladbachs Hardt genannte Straße als B 229 klassifiziert. Im Süden liegt der mit Gladbach verschmolzene und (hinsichtlich seiner selbst namentlich fast untergegange) Ortsteil Hardt. Über die A 542 hinweg liegt das Naturschutzgebiet Further Moor. Den östlichen Rand des Stadtteils bildet heute die A 3, früher waren es die ehemaligen Leichlinger Sandberge, von denen mit dem Kellerhansberg, dem Spürklenberg und dem Wenzelnberg nur auf Langenfelder Seite Reste erhalten geblieben sind. Gladbach liegt auf der rheinischen Mittelterrasse und wird durch den den Ortsteil durchfließenden Gladbach und den Hardtbach im Süden entwässert. 
Zu den älteren Straßen Gladbachs zählen der obere Teil der Gladbacher Straße nördlich der Bergische Landstraße, Alt Gladbach, Auf dem Kämpchen, Zur Bleiche, Am Wiesengrund, In den Klausen, In den Siefen, Zur Schlenkhecke, Am Jansenbusch, weiter die als solche unbenannte Kastanienallee sowie die eigentliche Zufahrt Zum Gladbacher Hof. Mit hinzu gerechnet werden dürfen weiter die Straßen jüngeren Datums: Rudolf-Kronenberg-Weg, Friedrich Kreusch Weg, Julius Haas Weg, Karl Aschenbroich Weg, Jakob Böhme Weg und Hans-Sachs Weg.
Zur "Hardt", ausweislich aktueller Karten des Stadtgebietes, zählen der untere Teil der Gladbacher Straße südlich der Bergische Landstraße, der westliche Teil der Hardt, die Straßen Am langen Busch, Kaisersbusch, Zum Spürklenberg, Wacholderstraße, Hagebuttenweg und die Leichlinger Straße östlich der Bahnstrecke Mülheim-Speldorf–Troisdorf. In diesem Bereich entspringt und fließt auch der Hardtbach, der im Bereich des Immigrather Platzes die Bahnlinie unterquert. Früher bezeichnete man mit dem Begriff "Hardt" gleichfalls den Wald, der bis an die Schwanenmühle mit zum Dückeburger Jagdgebiet gehörte. Im 15. und 16. Jahrhundert existierte hier noch eine Holzgenossenschaft zur Nutzung des Waldes in der "Hardt". Dagegen verbindet man heutzutage mit der "Hardt" die Straße Hardt mit ihren südlichen wie nördlichen Seitenstraßen bis hinter die Anschlussstelle an die A 3, Einmündung Feldhauser Weg. Des Weiteren findet sich gelegentlich die Straße Hardt als Hardtstraße bezeichnet. Diese Ausführungen zur "Hardt" an dieser Stelle nur, um zu verdeutlichen, dass die Ortsteile Gladbach und Hardt nicht so ohne Weiteres getrennt voneinander betrachtet werden können. Und unter dem Gesichtspunkt der einstigen Ausdehnung des Waldes in der "Hardt" darf Gladbach zu Recht als Ortsteil in einer solchen "Hardt" (der Langenfelds nämlich) bezeichnet werden.

## Geschichte

### Allgemeines
Gladbach gehört zu den frühesten schriftlich genannten Ortsnamen in Langenfeld. Seine erste Erwähnung erfuhr es als Gladebach in den Jahren 1350/1370. Der Ortsteil war über Jahrhunderte hin durch Land- und Forstwirtschaft geprägt. Erste größere Betriebe siedelten sich mit der Weberei Neumann & Büren 1864 und den Höveler Kraftfuttermittelwerken am Immigrather Bahnhof im Jahre 1908 an. Heute sind beide Betriebe nicht mehr existent und deren Grundflächen, im Falle der Weberei auch deren Gebäude, werden gewerblich genutzt. Auf dem Grundstück des heutigen aldi-Marktes befand sich einst der Betriebsbahnhof Immigrath der Straßenbahnlinie zwischen Langenfeld und Opladen der Bahnen des Rhein-Wupper-Kreises bis zu deren Einstellung 1955. Anschließend fanden die Gebäude bis zum Abriss und dem anschließenden Bau des aldi-Marktes als Busdepot Verwendung.

### Der Gladbacher Hof
Erstmals erwähnt wird der Gladbacher Hof (siehe Bild oben) im Zusammenhang mit einer Margarete von Heiligendonk, die von 1371 bis 1382 Äbtissin des Stifts Herdecke, auch Nonnenherdecke genannt, gewesen ist. Sie wurde mit dem Hof zu Gladbach (Gladebach) in der Pfarre Richrath belehnt, den sie vorher als Eigengut besessen hatte. Der Gladbacher Hof wurde 1547 im Protokollbuch des Hauses Gravener Hofgerichtes genannt. Zudem findet sich in der Topographia Ducatus Montani des Kartographen Erich Philipp Ploennies für das Amt Monheim aus dem Jahre 1715 der Hof Gladbach an einem Bach gelegen eingezeichnet. 1782–1784 prozessierten die Freiherren von Bottlenberg gen. Kessel vor dem Oberappellationsgericht Jülich-Berg gegen die Gräfin von der Horst um das Kaufgeld für den Gladbacher Hof. 1786 wurde das Wohnhaus durch den Freiherrn von Kessel erneuert. Weiter wird um 1890 der Ackerer Carl Halbach als Pächter verzeichnet. 1919 wurde das Gebäude dann durch den Mitbegründer der Fa. Kronprinz AG, Dr. Rudolf Kronenberg, erworben. Seit 1969 schließlich ist der Hof im Eigentum der Stadt Langenfeld, der nach einem Brand am 24. Februar 1997 in seiner vormaligen Gestalt wieder aufgebaut wurde.

### Alt Gladbach
Als Baudenkmäler ausgezeichnet, sind die ältesten Fachwerkbauten in Alt Gladbach die Häuser Zur Bleiche 4, 6 und 8. Das als Fachwerk verwendete Eichenholz hat zum Teil noch die ursprüngliche Ausfachung mit Reisig und Lehm. Eine Kölner Decke genannte Wohnraumdecke in der "guten" Stube stammt aus dem 18. Jahrhundert. Für das Fundament fanden schwere Findlingen von den umliegenden Feldern Verwendung. Haus Nr. 4 wurde 1985 kernsaniert. Die ersten Bewohnern der Häuser waren Bleichbauern, die die selbst gewebten Stoffe im nahe gelegenen Bach wuschen und diese anschließend auf den Wiesen zum Bleichen in die Sonne legten. In Wäschemanufakturen wurde aus diesen Grundstoffen Bett- und Leibwäsche hergestellt. Absatzgebiet für die Waren war das Bergische Land. Für den Erlös brachten die Bauern Schneidwaren mit. So war im Hause Nr. 8 bis Mitte der 1950er Jahre ein Schleifkotten untergebracht. Haus Nr. 4 beherbergte bis 1975 eine kleine Kolonialwarenhandlung.

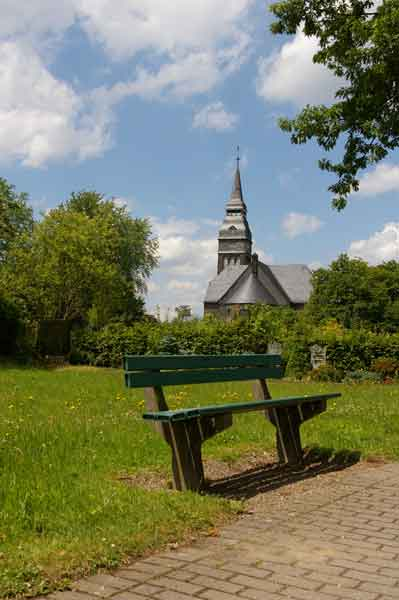
Prägt das Bild der Hardt: Die Erlöserkirche
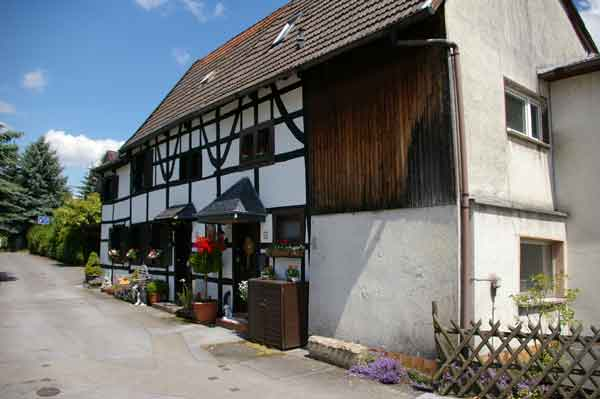
Gladbachs Baudenkmale Straße "Zur Bleiche"
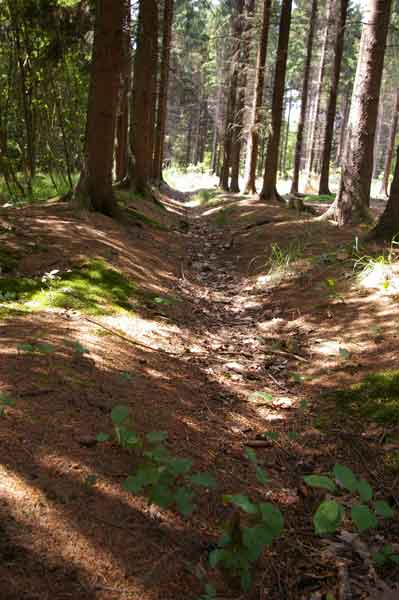
Einst Trasse der Feldbahn am Kellerhansberg (?)
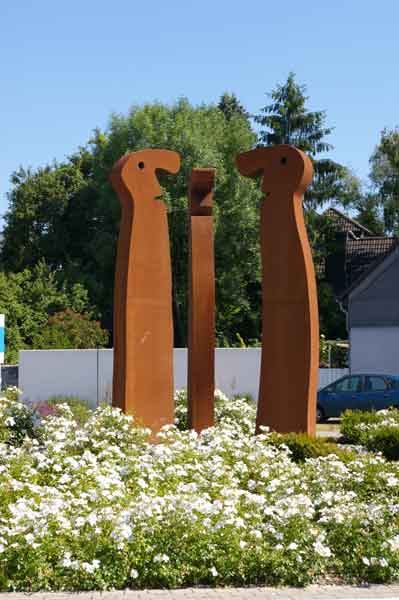
Kunst im öffentlichen Raum: Die Schwadlappen

### Kleinbahnen in Gladbach
Zu Beginn des 19. Jahrhunderts wurde der Bedarf an weißem Sand in der Baustoff- und Glasindustrie größer. Im Bereich von Block, Kellerhansberg, Heidberg, Spürklenberg und  Wenzelnberg wurden daher Sandgruben eingerichtet, wobei die einstmals zu dem Leichlinger Sandbergen gehörenden Berge Block und Heidberg inzwischen gänzlich verschwunden sind. Um den Sand abtransportieren zu können, baute man Feldbahnen mit einer Spurweite von 60 oder 71 cm, die den Sand von den Gruben zum Bahnhof Immigrath transportierten. Die Gewerkschaft Othello etwa besaß 1905 zwei Dampflokomotiven mit 25 PS und 30 PS sowie 50 Kippwagen mit je 2000 kg Tragfähigkeit. Und die Gebrüder Mismahl verfügten bereits 1908 über eine mit einem 14 PS-Benzinmotor ausgerüstete Lokomotive. Ausweislich der Karten der Preußischen Neuaufnahme verliefen die Bahnstrecken über den Gladbacher Hof zum Bahnhof Immigrath. Die aufgelassenen Gruben dienten später als Mülldeponien.

### Bodenstrukturen an Hardt- und Gladbach
Eine besondere Erwähnung verdienen Graben- und Wallanlagen zwischen Bergische Landstraße im Norden, Gladbach im Osten, Kaisersbusch im Süden und der A 542 im Osten. Zum einen findet sich eine größere, etwa rechteckige Fläche in dem kleinen Wäldchen nördlich Zum Spürklenberg mit weiteren Bodenzeichnungen. Zum anderen führen aus Richtung der A 542 Wege auf diese Fläche hin, die vertieft und planvoll angelegt worden sein müssen. Darüber hinaus ist noch östlich des östlich gelegenen Weges eine quadratische, von Wällen eingefasste Fläche im Wald zu erkennen. Die Verlängerung eines Weges zur Gladbacher Straße hin in Richtung Süden würde in den Möncherder Weg in Immigrath einmünden, der einer mündlichen Überlieferung zufolge von Mönchen angelegt worden sein soll und deshalb den Namen Mönch im Namen trägt. 
Hierzu notiert wird in diesem Zusammenhang weiter die Frage aufgeworfen, wie es zu der Häufung von Namen mit dem Bestandteil "Kloster" im Raum Feldhausen und Wiescheid gekommen sein könnte. So finden sich dort die Namen "Am Kloster", "Im Kloster", "Am Klosterbusch", "Im Klosterbusch", "Im Klostergarten", "Im Klosterfeld", "Zum Klosterbusch", und "Klosterbenden". Selbst in der langen Untersuchung über den Einfluss auswärtiger geistlicher Institutionen auf die Geschichte der Stadt, böten sich hierauf keine Antworten. Und selbst die Auseinandersetzung der Stadthistoriker Wyrich aus Langenfeld und Klumpen aus Leichlingen über eine mögliche Klostergründung entweder in Langenfeld oder in Leichlingen in der Rheinischen Post hätten keine Klarheit erbracht, befand Müller. Nicht erwähnt wurde im Übrigen von ihm noch die "Klosterstraße" in Richrath.
Nach einer, ob des vorgenannten Gelehrtenstreites und der Diskussion in der Öffentlichkeit inzwischen wieder bekannt gewordenen mündlichen Überlieferung, sollen Mönche im Jahre 973 eine Klostergründung in Langenfeld vollzogen haben, aber aufgrund der Ermordung eines kaiserlichen Abgesandten, was als böses Omen gewertet worden sein soll, die Gründung aufgegeben haben. Der Tross sei daraufhin abgezogen und habe das Kloster ein zweites Mal im Jahre 974 in Mönchengladbach gegründet. Fritz Clees jedenfalls vermutete aufgrund des Fundes mittelalterlichen Mauerwerks die Klostergründung in Feldhausen. Anderen haben die Bodenzeichnungen in Gladbach Anlass zu der Vermutung gegeben, dort könne einst die Klosterbaustelle gewesen sein. Dennoch mag an dieser Stelle noch eine weitere Überlegung angestellt sein: Aufgrund des Fundes römischer Urnen am Beerenbroich (Richtung Knochenberger Brücke) könnte an dieser Stelle auch der Standort des römischen Standlagers vermutet werden, welches die Römer gegen aufständische Germanen rechts des Rheins errichteten. Dann wäre die quadratische Fläche im Wald ein zum Kastell gehörender Wachturm gewesen. Wie dem auch sei, derzeit sind alle Überlegungen Spekulation, denn Erkundungen hierzu stehen noch aus.